# Bolita południowa
Bolita południowa (Tolypeutes matacus) – gatunek ssaka z podrodziny bolit (Tolypeutinae) w obrębie rodziny Chlamyphoridae. 

## Zasięg występowania
Bolita południowa występuje we wschodniej Boliwii, w południowo-zachodniej Brazylii, w Gran Chaco w Paragwaju i w północnej oraz środkowej Argentynie.

## Taksonomia
Gatunek po raz pierwszy naukowo opisał w 1782 roku chilijski przyrodnik Juan Ignacio Molina, nadając mu nazwę Dasypus octodecimcinctus, lecz nazwę tę użył w 1777 roku niemiecki przyrodnik Johann Christian Polycarp Erxleben na opisanie kabassu jednopaskowego (Cabassous unicinctus); następną dostępną nazwą była nazwa Loricatus matacus, którą w 1804 roku ukuł francuski zoolog Anselme Gaëtan Desmarest. Desmarest nie wskazał miejsca typowego; w toku późniejszego oznaczenia w 1930 roku amerykański teriolog Colin Campbell Sanborn na miejsce typowe wyznaczył Tucumán, Tucumán, Argentyna. Desmarest swój opis oparł na wcześniejszym tekście de Buffona.
Autorzy Illustrated Checklist of the Mammals of the World uznają T. matacus za gatunek monotypowy.

### Etymologia
- Tolypeutes: gr. τολυπεύω tolupeuō „owijać, zwijać”, od τολύπη tolupē „kłębek, gałka”[19].
- matacus: południowoamerykańska nazwa Mataco dla bolity brazylijskiej[20].

## Morfologia
Długość ciała (bez ogona) 200–250 mm, długość ogona 50–70 mm, długość ucha 20–26 mm, długość tylnej stopy 39–55 mm; masa ciała 1–2 kg. Ubarwienie ciemnobrązowe.

## Ekologia
Dojrzewa płciowo pomiędzy 9 a 12 miesiącem życia. Samica rodzi jedno młode. Za schronienie wykorzystują nory innych zwierząt. Żywią się mrówkami i termitami.
Zagrożona bolita zwija się w kulę, chroniąc się pod pancerzem. Pozostawioną w pancerzu szczeliną potrafi przyciąć łapę atakującego drapieżnika. Przez ludzi jest poławiana dla mięsa.

## Status zagrożenia
W Czerwonej księdze gatunków zagrożonych Międzynarodowej Unii Ochrony Przyrody i Jej Zasobów został zaliczony do kategorii NT (ang. near threatened ‘bliski zagrożenia’).